# Microsteira argyrophylla
Microsteira argyrophylla là một loài thực vật có hoa trong họ Malpighiaceae. Loài này được (A. Juss.) Dubard & Dop mô tả khoa học đầu tiên năm 1908.